# Pilosella setigera
Pilosella setigera là một loài thực vật có hoa trong họ Cúc. Loài này được Fr. miêu tả khoa học đầu tiên năm 1862.